# Rustam Muradow
Rustam Usmanowicz Muradow (ros. Рустам Усманович Мурадов; ur. 21 marca 1973 we wsi Czinar w Dagestanie) – rosyjski generał porucznik, dowódca 2 Gwardyjskiej Armii Ogólnowojskowej Centralnego Okręgu Wojskowego Sił Zbrojnych Federacji Rosyjskiej, Bohater Federacji Rosyjskiej, w 2022 objęty sankcjami Unii Europejskiej za  zaangażowanie w wojskowe działania przeciwko Ukrainie.